# Westinghouse AN/TPS-43

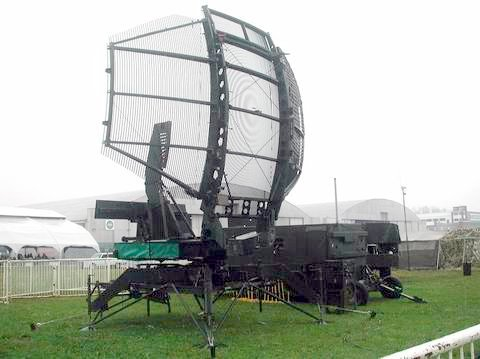
Set de radar AN/TPS-43.

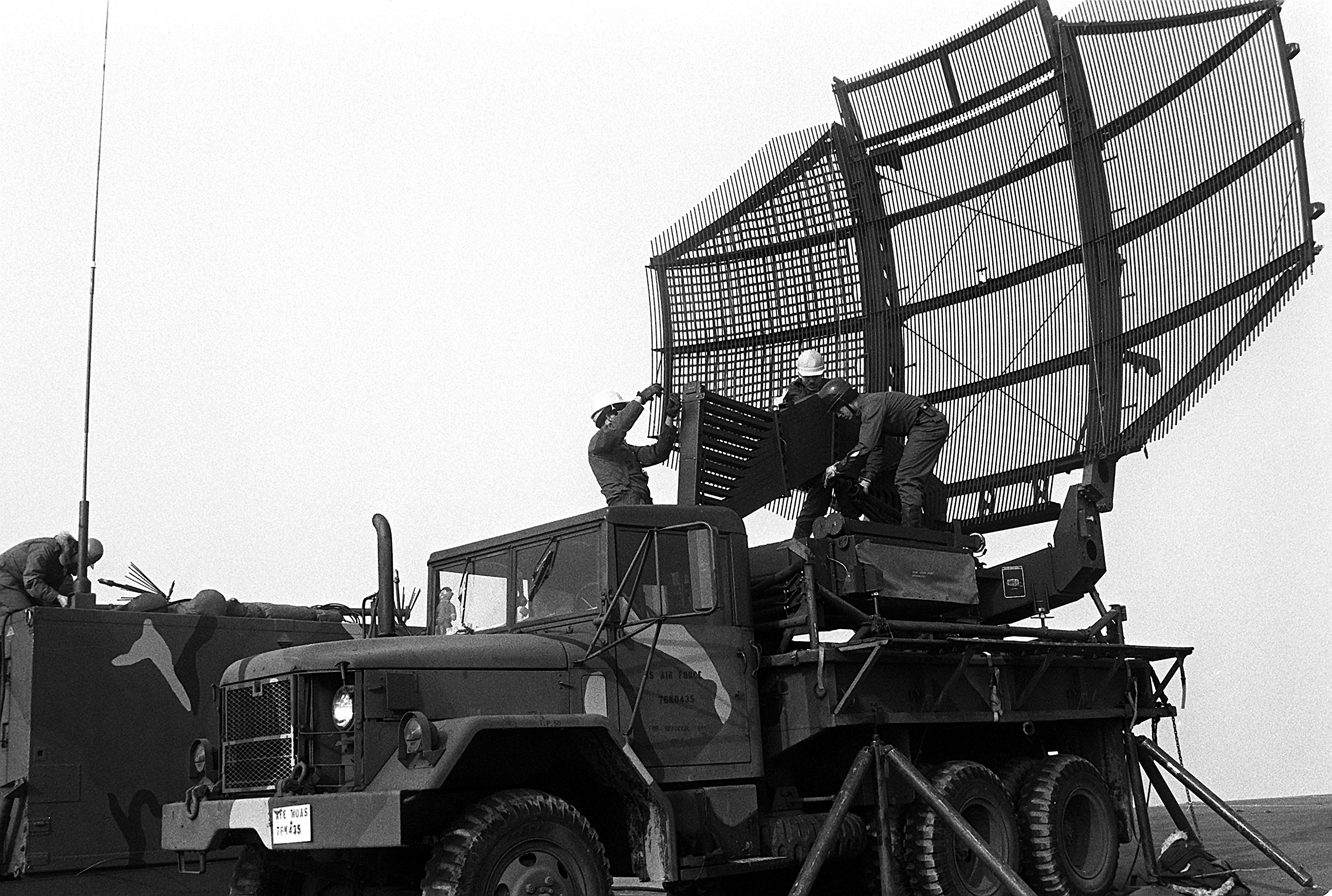
AN/TPS-43E siendo preparado por el 636.º Vuelo de control táctico. 1999.

El AN/TPS-43 es un radar de tres dimensiones (3D: azimut, distancia y altura) del tipo móvil producido en los Estados Unidos originalmente por Westinghouse Defense and Electronic Division, y posteriormente comprado por Northrop-Grumman. Esta empresa completó su desarrollo en 1963 y lo puso en servicio en Estados Unidos en 1968.  

## Descripción
El AN/TPS-43 es un radar de búsqueda terrestre, transportable. Todo el sistema se puede empacar en dos camiones M35 para el transporte por carretera. El TPS-43E2 fue redesignado como AN/ TPS-75, que es el radar de advertencia y control aéreo transportable actual utilizado por la Fuerza Aérea de los Estados Unidos.  
Fue fabricado en diferentes versiones, incluyendo sistemas IFF de reconocimiento de aeronaves de combate.  

## Guerra de Malvinas
Seis unidades fueron adquiridas por la Fuerza Aérea Argentina en la década del ´70. 
Uno de estos radares fue desplazado a Puerto Argentino/Stanley durante la guerra de las Malvinas en 1982 y sobrevivió a dos ataques del Reino Unido con misiles antirradar AGM-45 Shrike el 31 de mayo y el 3 de junio. Terminó averiado a propósito por los argentinos antes de caer capturado por las fuerzas británicas luego de la rendición argentina y transportado a la base Buchan en el Reino Unido, Donde habría sido reparado y luego vendido a las fuerzas de Pakistán. 
Otra unidad instalada en Río Grande fue una de las que detectó movimientos de comandos británicos en el continente (la frustrada Operación Mikado), y también dirigió varias operaciones argentinas contra la flota británica.   
En total, se desplegó un radar en las islas, uno en Río Gallegos, otros en las ciudades de Comodoro Rivadavia (Chubut) y Río Grande (Tierra del Fuego), mientras que los dos restantes quedaron como reserva logística y de banco de pruebas.

## Modernización
Los radares TPS 43, ya obsoletos, fueron tomados por INVAP tras un acuerdo con la Fuerza Aérea Argentina para su modernización. Se definió armar un prototipo de radar secundario al que llamaron RSMA (Radar Secundario Monopulso Argentino), para usar en el tránsito aéreo civil. Luego se prosiguió con un radar primario al que bautizaron RPA (Radar Primario Argentino).
Posteriormente, se vio la necesidad de contar con radares tácticos, por lo que se propuso a Invap que modernizara los TPS-43 ya que eran móviles. En 2014 la Fuerza Aérea entregó a INVAP un TPS-43, y tras evaluarlo, comenzaron los trabajos. En 2015 el primer radar modernizado entró en operación.

## Usuarios
- Fuerza Aérea Colombiana
- Fuerza Aérea Argentina[3]
- Fuerza Aérea de los Estados Unidos[4]

## Especificaciones
- Masa (incluye el albergue): < 3400 kg[3][4]
- Tipo: cosecante cuadrada
- Rango de frecuencia: 2,9 a 3,1 GHz, banda S
- Frecuencia de repetición de pulsos radar: fijo: 250 Hz, escalonada: seis PRF alrededor de 250 Hz
- Ancho de pulso: 6,5 microsegundos
- Alimentación: trifásica
- Potencia pico: 4 MW
- Potencia promedio: 6,7 kW
- Cobertura: 360° 3D
- Rotación de antena: 6 rpm continua
- Rango máximo de alcance: 450 km
- Características de antena: apertura reflectora 4,27 m alto y 6,29 m de ancho
- Ancho del haz:
  - horizontal: 1,1 °
  - vertical: 1,5 a 8,1 º; total de 20 º de cobertura; seis haces apilados

### Remolque
- Dimensiones: 45 × 23 × 2.5 dm
- Volumen: 22,77 metros cúbicos
- Masa: 3650 kg
- Generador: Caterpillar
- Cisterna combustible diésel: 1.500 L